# Logatec
Logatec este un oraș din comuna Logatec, Slovenia, cu o populație de 7.616 locuitori.